# M6 (char)
Pour les articles homonymes, voir M6 (homonymie).
Le M6 Heavy Tank était un char lourd américain développé au cours de la Seconde Guerre mondiale. Seuls quelques exemplaires furent réalisés et ils ne furent jamais employés au combat.

## Histoire et description

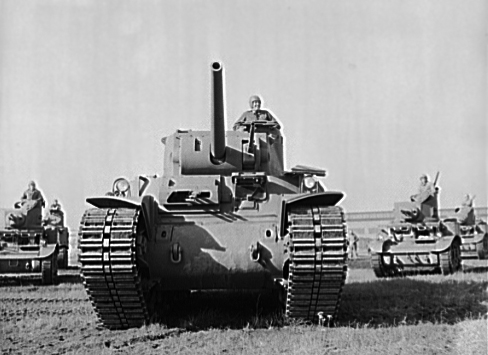
vue de face.

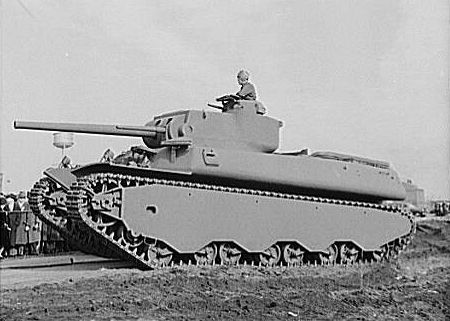
vue de côté.

En raison des faibles budgets alloués au développement de chars de combat entre les deux guerres, l’US Army ne disposait que d’un parc très limité de blindés. Les succès des divisions blindées allemandes au début de la guerre, donnèrent un second souffle aux projets de chars américains. Par chance, le pays disposait de grandes infrastructures industrielles et d’un grand nombre d’ingénieurs afin de rattraper son retard.
En accord avec les recommandations du 20 mai 1940, l’US Army Ordnance commença à travailler sur un char de 50 tonnes. Initialement, il devait être équipé de deux tourelles armées de canons de 75 mm modèle T6, une autre armée d’un canon de 37 mm et d’une mitrailleuse coaxiale et encore une autre avec un canon de 20 mm et d’une mitrailleuse coaxiale. En sus, quatre autres mitrailleuses étaient prévues, deux vers l’avant et deux autres aux coins arrière du char. Le projet fut approuvé le 11 juin 1940 et reçut la désignation de Heavy Tank T1. La conception reprenait les concepts développés en Europe dans les années 1920 et 1930. Des difficultés de production et de coordination des équipes mirent fin au programme.
En octobre, il fut décidé de ne conserver qu’une seule tourelle accueillant trois hommes, armée d’un canon de 76,2 mm et d’un autre coaxial de 37 mm, montée sur un mécanisme manuel et électrique. La tourelle était surmontée d’une coupole d’observation identique au M3 Lee.
Un des défis fut de développer un groupe motopropulseur efficace pour un tel véhicule. Le choix se porta alors sur le moteur en étoile à refroidissement par air Wright G-200 fonctionnant à l'essence, néanmoins, aucune transmission adéquate n’était disponible. Aussi, une transmission hydramatic fut mise au point, un convertisseur de couple et une transmission électrique furent également développés en parallèle.
Entre 1941 et 1942, trois prototypes furent construits par la Baldwin Locomotive Works, deux avec le convertisseur de couple et le dernier avec la transmission électrique. Les versions hydramatic ne furent jamais achevées. Les prototypes se différenciaient aussi de par l’assemblage de leur coque, un était soudé et les deux autres moulés. Le 26 mai 1942, deux versions avec convertisseur de couple furent standardisées et dénommées M6 et M6A1. La version T1E1 M6A2, à transmission électrique, ne fut jamais standardisée mais sa fabrication fut néanmoins autorisée. 115 T1E1 furent commandés pour l’US Army et 115 autres pour les Alliés. La production commença en décembre 1942 en y apportant quelques changements mineurs. Ainsi la coupole d’observation fut remplacée par une trappe à double porte avec un anneau pour fixation de mitrailleuse et les armements définitifs furent installés (voir tableau).
Cependant, une fois que les M6 furent prêts à la production de masse, l’armée n’en voulait plus. Les avantages des M6, tels que leur blindage et leur armement étaient desservis par une hauteur trop importante, des problèmes de fiabilité, un agencement interne peu pratique. Fin 1942, l’US Army était convaincue que les M4 Sherman, bien plus homogènes, fiables et facilement transportables, compenseraient leur faible blindage et armement.
Toutefois, le projet du M6 ne fut pas stoppé. Le T1E1 fut testé avec un canon de 90 mm modèle T7 et fut trouvé intéressant malgré une tourelle inadaptée. En août 1944, un projet voulut transformer 15 T1E1 produits en M6A2E1, mieux blindés, équipés de la tourelle développée pour le T29 et armés du canon T5E1 de 105 mm. Dwight D. Eisenhower refusa car il préférait privilégier le projet T26, qui donna naissance au M26 Pershing.
Le 14 décembre 1944, le M6 fut déclaré obsolète. Seuls 40 exemplaires avaient été produits et n’avaient jamais quitté les États-Unis. 39 furent envoyés à la ferraille et 1 T1E1 seul fut conservé et exposé au United States Army Ordnance Museum de Aberdeen, dans le Maryland.
Des éléments de sa suspension furent utilisés pour la conception du char lourd A-33 Excelsior.

## Variantes
- T1 - Coque en fonte, transmission hydramatic (boîte de vitesses automatique), jamais construit.
- T1E1 - Coque en fonte, transmission électrique, souvent désigné non-officiellement comme M6A2, produit à 20 exemplaires.
- T1E2 / M6 – Coque en fonte, transmission à convertisseur de couple, 8 exemplaires construits.
- T1E3 / M6A1 – Coque soudée, transmission à convertisseur de couple, 12 exemplaires construits.
- T1E4 - Coque soudée, transmission hydramatic. Jamais construit.
- M6A2E1 - T1E1 armé d’un canon modèle T5E1 de 105 mm. 1 exemplaire construit.

## Sources et liens externes
- (en) Cet article est partiellement ou en totalité issu de l’article de Wikipédia en anglais intitulé « M6 heavy tank » (voir la liste des auteurs).
- (en) R.P. Hunnicutt - Firepower: A History of the American Heavy Tank, 1988 Presidio Press,  (ISBN 0-89141-304-9).
- (en) [PDF] M6 / M6A1 technical manual
- (en) AFV database
- (en) WWII vehicles